# Abidar
Kūh-e Ābīdar (persiska: کوه آبیدر بزرگ, Kūh-e Ābīr Bozorg, Kūh-e Ābīdar-e Bozorg, کوه آبیدر; kurdiska: ئاویه‌ر, Awyer) är ett berg i Iran.   Det ligger i provinsen Kurdistan, i den nordvästra delen av landet, 400 km väster om huvudstaden Teheran. Toppen på Kūh-e Ābīdar är 2 546 meter över havet, eller 490 meter över den omgivande terrängen. Bredden vid basen är 6,2 km.
Terrängen runt Kūh-e Ābīdar är huvudsakligen kuperad, men åt sydost är den bergig.Runt Kūh-e Ābīdar är det ganska tätbefolkat, med 222 invånare per kvadratkilometer. Närmaste större samhälle är Sanandaj, 6,9 km öster om Kūh-e Ābīdar. Trakten runt Kūh-e Ābīdar består i huvudsak av gräsmarker.